# 제28회 서울독립영화제
제28회 서울독립영화제는 2002년 12월 9일에 열린 시상식이다.

## 수상 및 후보

### 대상
- 안다고 말하지 마라 - 송혜진 수상

### 최우수작품상
- 장애인 이동권 투쟁보고서 - 버스를 타자! - 박종필 수상
- 아버지의 노래를 들었네 - 이지선 수상

### 우수작품상
- 연분 - 이애림 수상
- 빛 속의 휴식 - 채기 수상
- 경계도시 - 홍형숙 수상

### 집행위원회특별상
- 먼지, 사북을 묻다 - 이미영 수상
- 비가 내린다 - 오점균 수상

### 독불장군상
- 빛 속의 휴식 - 채기 수상

### 관객상
- 경계도시 - 홍형숙 수상

### 경쟁부문 - 단편
- 과부아 상태에 빠지다 - 도내리